# Suchowola (Busko)
Pour les articles homonymes, voir Suchowola (homonymie).
Suchowola est une localité polonaise de la gmina de Stopnica, située dans le powiat de Busko en voïvodie de Sainte-Croix.